# Ja’akov Zur

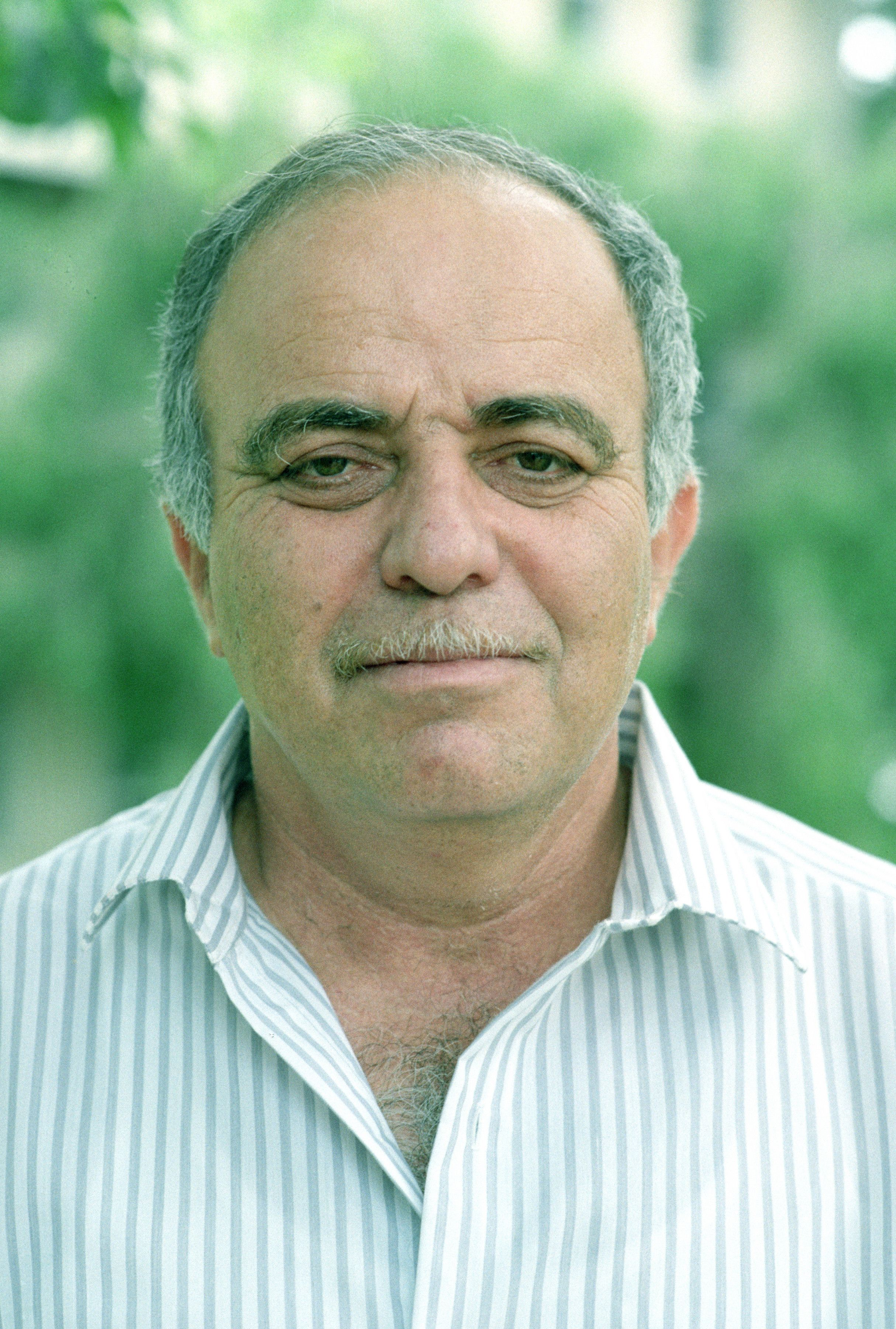
Ja’akov Zur

Ja’akov Zur (hebräisch יַעֲקֹב צוּר, geboren als Jaʿakov Steinberg
יַעֲקֹב שְׁטַיְינָבֶּרְג, * 4. April 1937 in Haifa, Völkerbundsmandat für Palästina) ist ein ehemaliger israelischer Politiker.

## Beschreibung
Zur studierte Biblische Wissenschaften und Geschichte an der Hebräischen Universität in Jerusalem. In den Jahren von 1955 bis 1957 war er Teil der Jotvata-Siedlungsgruppe und ab 1957 war er Mitglied des Kibbuz Netiv HaLamed-Heh. Weiterhin arbeitete er als Lehrer in Givat Brenner und in Kfar Menachem, wurde später Direktor der HaTnuah HaKibbuzit von 1972 bis 1974. Des Weiteren war er von 1984 bis 1988 Gesundheitsminister und von 1988 bis 1990 war er Minister für Landwirtschaft sowie von 1991 bis 1992 war er Minister für die Aufnahme von Einwanderern.